# Quarta Guerra Macedônica
A Quarta Guerra Macedônica (150–148 a.C.) foi travada entre a República Romana e uma força de rebeldes liderada pelo usurpador Andrisco. Alegando ser um filho do último rei Perseu da Macedônia, que havia sido deposto pelos romanos depois da Terceira Guerra Macedônica em 168 a.C., Andrisco tentava re-estabelecer a antiga glória do Reino da Macedônia. 

## Guerra
A revolta de Andrisco acabou desestabilizando não apenas a Macedônia como também todo o mundo grego. Depois de alguns sucessos iniciais, Andrisco acabou derrotado pelo general romano Quinto Cecílio Metelo na Segunda Batalha de Pidna em 148 a.C., encerrando a revolta. Dois anos depois, os romanos criaram a nova província da Macedônia, anexando definitivamente a região.
Em resposta à esta anexação, a Liga Aqueia mobilizou-se para uma guerra contra Roma, um conflito conhecido como Guerra Aqueia (ou "Guerra Acaia") e lembrado especialmente por sua curta duração e por ter ocorrido logo depois da queda da Macedônia. Até aquele momento, Roma só havia interferido nos assuntos da Grécia para lutar contra os próprios macedônicos, seus clientes ou aliados. Em paralelo, os romanos conseguiram estabelecer incontestavelmente a superioridade de suas legiões frente às falanges gregas em pelo menos três ocasiões e também frente à superioridade numérica das forças selêucidas na Ásia Menor e na Síria. Os líderes aqueus certamente sabiam que esta declaração de guerra não tinha chance nenhuma de sucesso, pois Roma já havia triunfado sobre inimigos mais fortes e maiores. Políbio acusa os demagogos das cidades da liga de inspirarem a população a uma guerra suicida ao insuflar ideias nacionalistas e heróicas sobre a independência grega. A Liga Aqueia foi rapidamente derrotada e, como punição, os romanos destruíram completamente a antiga cidade de Corinto em 146 a.C., o mesmo ano da destruição de Cartago. Depois de quase um século de constantes crises na Grécia, que se desestabilizava sempre que os romanos se retiravam. Cansados desta dinâmica, Roma anexou a região toda e criou mais duas novas províncias, Acaia e Epiro. 